# Glypta severa
Glypta severa là một loài tò vò trong họ Ichneumonidae.